# پال استنلی (کارگردان)
پال استنلی (انگلیسی: Paul Stanley؛ ۱۹۲۲–۲۰۰۲) کارگردان اهل ایالات متحده آمریکا بود.
از فیلم‌ها یا مجموعه‌های تلویزیونی که وی در آن‌ها نقش داشته است، می‌توان به ویرجینیایی و موبی‌دیک اشاره نمود.